# 걸스×히로인! 시리즈
걸스×히로인 시리즈(일본어: ガールズ×ヒロインシリーズ) 또는 걸스×전사 시리즈(일본어: ガールズ×戦士シリーズ)는 TV 도쿄 계열에서 매주 금요일의 드라마이다.

## 작품 소개
- 《아이돌×전사 미라클튠즈!》 (한국판 제목: 미라클멜로디!)
- 《마법×전사 마지마죠 퓨어즈!》(한국판 제목: 퓨어엔젤 미라클 매직)
- 《비밀×전사 팬터미라지!》
- 《폴리스×전사 러브파토리나!》
- 《빗토모×전사 키라메키파워즈!》
- 《리즈스타 -Top Of Artists!-》